# アルマンド・デュプランティス
アルマンド・グスタフ・"モンド"・デュプランティス（Armand Gustav "Mondo" Duplantis, 1999年11月10日 - ）は、アメリカ合衆国生まれでスウェーデンの棒高跳選手。現在の棒高跳世界記録保持者（屋外：6.29m、室内：6.27m）。15歳の時、2015年世界ユース陸上競技選手権大会の男子棒高跳で金メダルを獲得。年齢別の世界記録の多くを保持している。2018年のヨーロッパ陸上競技選手権大会で6.05mの記録（20歳以下の世界新記録）により金メダルを獲得し、2019年の世界陸上では銀メダルを獲得した。2021年の東京オリンピックでは金メダルを獲得した。2022年、オレゴン世界陸上では屋外世界新記録となる6m21を跳び金メダルを獲得した。

## 経歴
アスリートの家系に生まれた。ケイジャンの子孫でありアメリカ人の父、グレッグ・デュプランティス (Greg Duplantis) は、元棒高跳び選手であり5.80 mの記録を持つ。スウェーデン人の母Helena（旧姓Hedlund）は元七種競技選手とバレーボール選手である。2人の兄、AndreasとAntoineと妹のJohannaもスポーツをしており、Andreasは2009年世界ユース選手権大会と2012年世界ジュニア選手権大会の棒高跳にスウェーデン代表として出場。Antoineは高校で棒高跳びを辞め野球を始め、ルイジアナ州立大学でチームの通算安打記録を更新し、2019年のMLBドラフトでニューヨーク・メッツから12巡目で指名されマイナーリーグで外野手としてプレーしている。その影響か大の野球好きであり、日ハム時代から大谷翔平のファンであったことを公言している。

アルマンド・デュプランティスの棒高跳びの成長

アルマンドは、ルイジアナ州ラファイエットの自宅で3歳の時に初めて棒高跳びを初め、すぐに大会に参加した。最初に7歳での世界記録を打ち立て、10歳の時に打ち立てた3.86mという記録は当時の11歳と12歳の世界記録を超えていた。2015年7月現在、7歳から12歳の全ての歳における世界記録を保持している。2015年5月に破られるまで13歳での記録も保持していた。

### 2015年
2015年、ラファイエット高校1年の時、室内と屋外の両方で国内のフレッシュマン（1年生）記録を樹立し、Gatorade Louisiana Boys Track & Field Athlete of the Yearに選出された。米国とスウェーデンの両方の多重国籍であり、国際的にどちらの国の代表選手として出場するかを選択できたが、2015年6月にスウェーデンを選択したことが発表された。コロンビアのカリで開催された2015年世界ユース選手権大会に初めてスウェーデン代表で出場し、1度目の試技で5.30mをクリアランスし、それによるカウントバックで金メダルを獲得した。これにより個人記録を2cm更新し、新たなユース選手権大会の記録を樹立した。

### 2016年
2016年2月6日にルイジアナ州バトンルージュで行われたhigh school meetで5.49mを跳び、16歳での世界記録、世界室内ユース記録、国内高校室内記録を樹立した。室内で18フィートを跳んだ最初の高校生であった。デュプランティスと同い年でギリシャのEmmanouil Karalisが、1週間後に5.53mを跳び彼の世界記録を破っている。

### 2017年
2017年2月11日、Millrose Gamesにおいて5.75mを跳び、世界室内ジュニア記録を樹立した。この記録はIAAFにより承認された。1か月後、New Balance National Scholastic Championshipsにおいて同じ施設で5.82mに記録を伸ばした。この記録は使用されたペグの長さが正しいものではないため承認されなかった。2017年4月1日、Nike Clyde Littlefield Texas Relaysで5.90mを跳び、個人記録を更新し、新世界ジュニア記録を樹立した。また、この跳躍はスウェーデンのシニア記録を3cm上回った。IAAFはデュプランティスのスウェーデン代表としての記録を認め、同年12月2日、USATFもデュプランティスの記録をアメリカのジュニア記録として承認した。

### 2018年
米国ネバダ州のリノで開催されたPole Vault Summitで5.83mを跳び、再び世界室内ジュニア記録を更新して2018年シーズンをスタートさせた。後にこの室内記録を5.88mまで伸ばし、2018年のヨーロッパ陸上競技選手権大会で6.05mまで伸ばした。6.05mの記録により歴代5位の記録保持者となり、屋外では2位タイの記録を保持した。

### 2019年
ドーハで行われた2019年世界陸上において、3度目の試技で5.97mを跳び、2位となった。

### 2020年
2月4日、シーズン最初の大会で室内の6.00mを跳んだ。その後6.17mの世界新記録を3度試技した。2度目にバーをクリアしたが、落ちるときに腕でバーを払い落としてしまった。
2月8日、ポーランドのトルンで6.17mを跳び、ルノー・ラビレニが約6年前に樹立した世界記録を破った。1週間後の2月15日にグラスゴーで、この記録を1cm伸ばし6.18mとした。
2月19日、6.07mを跳び Meeting Hauts de France Pas de Calaisを優勝したが、その後6.19mの世界新記録への挑戦には3度失敗した。数日後の2月23日にフランスのクレルモン＝フェランで行われたAll Star Percheで6.01mを跳び優勝したが、そのシーズン最後の大会において、6.19mの新記録への挑戦は失敗に終わった。7月14日、Swedish Crown Princess Victoriaからスカラーシップを授与された。
9月17日、Rome Golden Gala Pietro Mennea ダイヤモンドリーグにおいて、2度目の試技で6.15mを跳び、セルゲイ・ブブカの6.14mの屋外世界記録を更新した。なお、WAは屋内と屋外の棒高跳びを別々の競技としては認めてはおらず、デュプランティスはすでに2020年2月に6.18mの世界記録を保持している。

### 2021年
東京オリンピックでは6.02mで金メダルを獲得した。

### 2022年
世界室内陸上競技選手権大会のリハーサル大会で6.19mの世界新記録、本大会で6.20mと、世界新記録を次々に更新した。
6月30日に開催されたダイヤモンドリーグストックホルムにて、屋外世界記録を記録を1cm更新する6.16mを記録し優勝した。7月24日に開催された世界陸上オレゴン大会では、屋外世界記録を5cm更新する6.21mを記録し優勝した。

### 2023年
2月25日、クレルモン＝フェランで開催された室内の大会で、6.22mの屋内世界記録を樹立した。
9月17日、プレフォンテーンクラシックダイヤモンドリーグファイナルにて、屋外世界記録を2cm更新する6.23mの屋外世界記録を打ち立て優勝した。

### 2024年
8月のパリオリンピックにおいて、6m25の世界新記録で優勝し、2連覇を果たした。
8月25日のダイヤモンドリーグ第12戦のカミラ・スコリモフスカ・メモリアルで、パリオリンピックで樹立した自身の世界記録を1cm更新する6m26の世界新記録を打ち立てた。
9月4日、チューリッヒにて行われたダイヤモンドリーグのエキシビションマッチにおいて、400mハードル世界記録保持者カールステン・ワーホルムとの100m競走の対決が実現した。両者とも世界記録保持者であるため、多くの注目を集めた。結果は、デュプランティスが10秒37、ワーホルムが10秒47となり、デュプランティスに軍配が上がった。

### 2025年
2月28日、世界陸連室内ツアー・シルバーのオールスター・ペルシュで、6m27の屋内世界新記録で優勝した。
6月15日、ダイヤモンドリーグ第7戦のバウハウスガランで、6m28の世界新記録を打ち立てた。
8月13日、世界陸連コンチネンタルツアー・ゴールドのハンガリーGPで、6m29の世界新記録を樹立した。

## 功績
| 年   | 大会                                                      | 会場                           | 結果 | 補足                    |
| ---- | --------------------------------------------------------- | ------------------------------ | ---- | ----------------------- |
| 2015 | 世界U18選手権大会                                         | コロンビア、カリ               | 1位  | 5.30 m CR（選手権記録） |
| 2016 | 世界U20選手権大会                                         | ポーランド、ブィドゴシュチュ   | 3位  | 5.45 m                  |
| 2017 | ヨーロッパU20選手権大会                                   | イタリア、グロッセート         | 1位  | 5.65 m CR               |
| 2017 | 世界陸上                                                  | イギリス、ロンドン             | 9位  | 5.50 m                  |
| 2018 | 世界室内陸上競技選手権大会                                | イギリス、バーミンガム         | 8th  | 5.70 m                  |
| 2018 | 世界U20選手権大会                                         | フィンランド、タンペレ         | 1位  | 5.82 m CR               |
| 2018 | ヨーロッパ陸上競技選手権大会                              | ドイツ、ベルリン               | 1位  | 6.05 m WU20R            |
| 2019 | サウスイースタン・カンファレンス トラックアンドフィールド | アーカンソー州フェイエットビル | 1位  | 6.00 m NCAA record      |
| 2019 | 世界陸上                                                  | カタール、ドーハ               | 2位  | 5.97 m                  |
| 2020 | World Athletics Indoor Tour                               | ポーランド、トルン             | 1位  | 6.17 m WR               |
| 2020 | World Athletics Indoor Tour                               | スコットランド、グラスゴー     | 1位  | 6.18 m WR               |
| 2020 | ダイヤモンドリーグ                                        | イタリア、ローマ               | 1位  | 6.15 m WB               |
| 2021 | ヨーロッパ室内陸上競技選手権大会                          | ポーランド、トルン             | 1位  | 6.05 m CR               |
| 2021 | 東京オリンピック                                          | 日本、東京                     | 1位  | 6.02 m                  |
| 2022 | 世界室内リハーサル大会                                    | セルビア、ベオグラード         | 1位  | 6.19 m WR               |
| 2022 | 世界室内陸上競技選手権大会                                | セルビア、ベオグラード         | 1位  | 6.20 m WR               |
| 2022 | DNガラン                                                  | ストックホルム、スウェーデン   | 1位  | 6.16 m WB               |
| 2022 | 世界陸上                                                  | ユージーン、オレゴン州         | 1位  | 6.21 m WR               |
| 2023 | 世界陸上                                                  | ハンガリー、ブダペスト         | 1位  | 6.10 m                  |
| 2024 | 世界室内陸上競技選手権大会                                | イギリス、グラスゴー           | 1位  | 6.05 m                  |
| 2024 | ダイヤモンドリーグ                                        | 中国、厦門                     | 1位  | 6.24 m WR               |
| 2024 | ヨーロッパ選手権大会                                      | イタリア、ローマ               | 1位  | 6.10 m CR               |
| 2024 | パリオリンピック                                          | フランス、パリ                 | 1位  | 6.25 m WR               |
| 2024 | ダイヤモンドリーグ                                        | ポーランド、シレジア           | 1位  | 6.26m WR                |

- 情報源:[38]

## ギャラリー

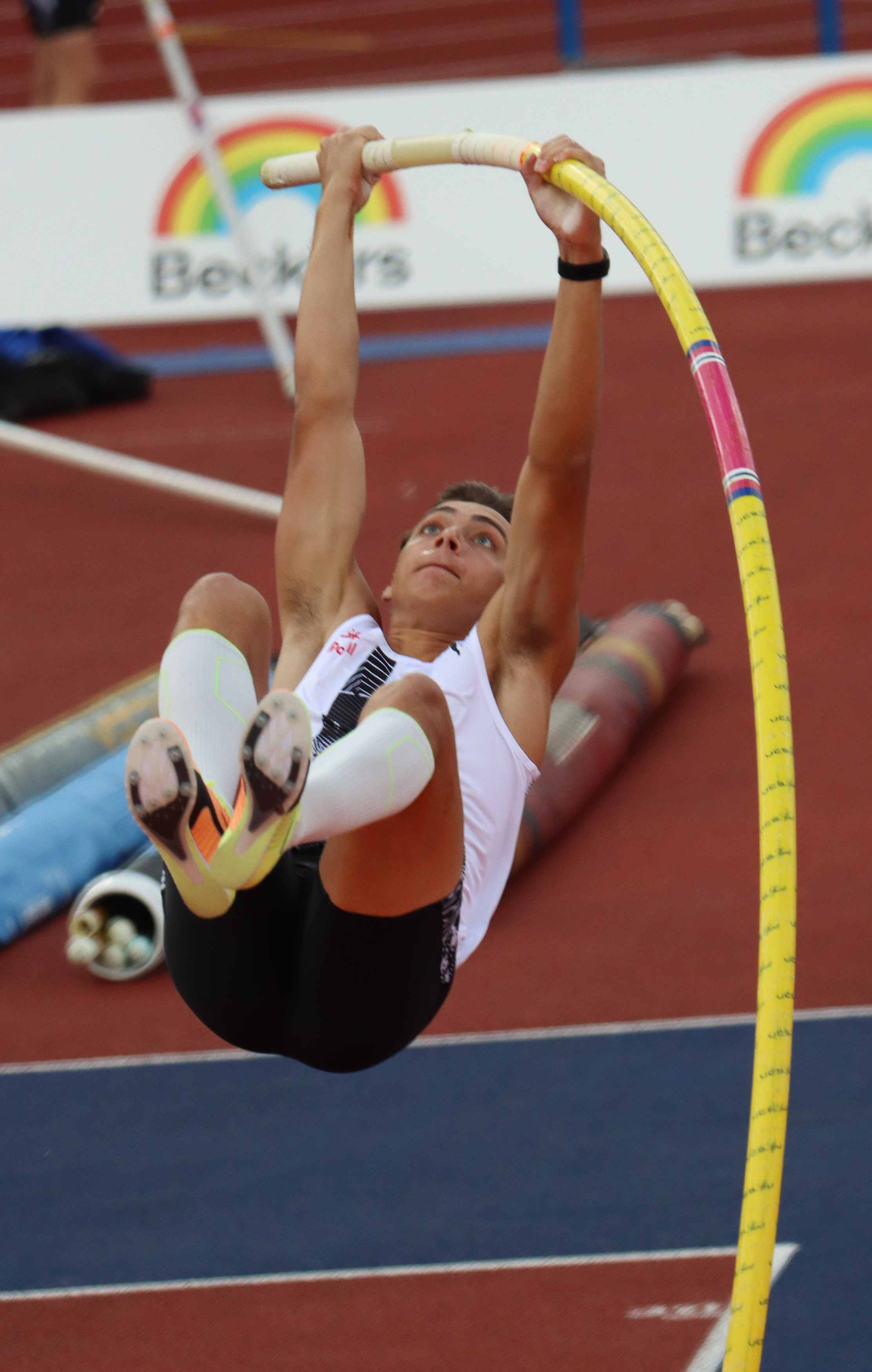
ストックホルムの2020年Bauhaus Galan meetingにおけるアルマンド・デュプランティス
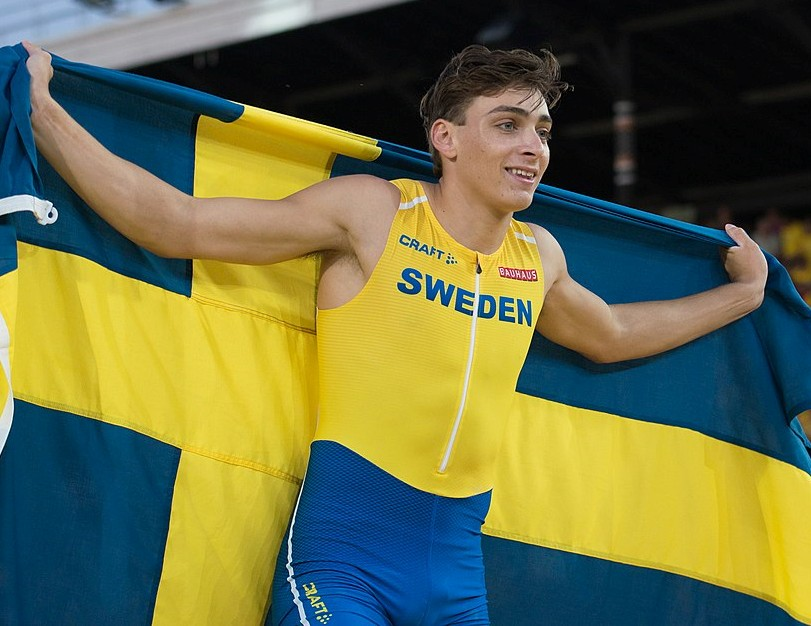
2019年